# Ivan Đikić
Ivan Đikić (Zagreb, 28 de mayo de 1966) es un bioquímico croata, director del Instituto de Bioquímica II de la Universidad Goethe de Fráncfort.
En 1991, obtuvo su grado en Medicina por la Universidad de Zagreb. Continuó su formación con un doctorado en biología molecular en la Universidad de Zagreb y en la Escuela de Medicina de la Universidad de Nueva York hasta 1997. Continuó trabajando como investigador postdoctoral en el laboratorio de Joseph Schlessinger en Nueva York de 1995 a 1997 antes de empezar su propio grupo en el Instituto Ludwig de investigación sobre el cáncer en Uppsala (Suecia). En 2002, Ivan fue nombrado profesor en la Universidad Goethe de Fráncfort. 
Siguió los pasos de Werner Müller-Esterl siendo elegido Director del Instituto de Bioquímica II en 2009. Además, Ivan Đikić fue el primer director científico (2009 - 2013) del Instituto Buchmann de Ciencias Moleculares Biológicas, un instituto interdisciplinario en la Universidad Goethe formado como parte del Grupo de Excelencia en Complejos Macromoleculares. Es portavoz del Centro Colaborativo de Investigación 1177 en autofagia selectiva y del programa LOEWE de "Redes de Ubicuitina". 
Ivan Đikić mantiene fuertes vínculos con su Croacia natal. Es profesor de la Escuela Universitaria de Split, donde fundó un laboratorio. Además, Đikić ha sido reconocido con uno de los honores civiles más elevados de Croacia, la Orden del Duque Branimir, concedida por el presidente del país. 
Đikić es miembro de varias sociedades académicas, incluyendo la Organización Europea de Biología Molecular (desde 2004), la Academia Mundial de Arte y Ciencia (desde 2008), Academia Alemana de las Ciencias Naturales Leopoldina (desde 2010), la Academia croata de Ciencia Médica, y la Academia europea de Ciencias.

## Investigación
El tema principal de su investigación ha sido el estudio de los mecanismos moleculares de señalización celular, los cuales tienen una gran importancia en enfermedades humanas como el cáncer, desórdenes neurodegenerativos y la inflamación. Empezó centrado en la ubicuitina para entender cómo esta controla múltiples funciones celulares y logró probar un modelo de reconocimiento de señal por diferentes ámbitos especializados y específicos. Más recientemente, su equipo ha tratado las funciones de cadenas lineales de ubicuitina en la defensa contra patógenos y la respuesta inmune. 
Expandió su investigación al campo de la autofagia selectiva, reconociendo el impacto de la red de señalización LC3/GABARAP, que muestra llamativas semejanzas con la ubicuitina. Uno de sus focos más importante es la interrelación entre las maquinarias autofágica y endocítica y en este contexto ha aportado ideas fundamentales sobre procesos autofágicos en el retículo endoplásmico (ER-phagy).

## Educación
Ivan Đikić se ha dedicado asimismo a la educación de científicos y ha contribuido a la organización de numerosos talleres y conferencias internacionales. En 1998,  inició la serie de Dubrovnik Cell Signalling Conferences, patrocinadas por EMBO  desde 2004. Además, está implicado en la organización de las conferencias EMBO  (Conferencias sobre Ubicuitina de 2013 y 2015; Conferencia sobre la Autofagia de 2011, Conferencia de Microbiología Celular de 2010 y 2008) y sus cursos (2012, 2010, 2008, 2006 sobre Ubicuitina/SUMO; sobre ubicuitina y daño celular en 2010) así como en las conferencias Keystone y CSH. En julio de 2016, fue el organizador de la Conferencia de Fráncfort sobre ubicuitina y autofagia (enlace roto disponible en Internet Archive; véase el historial, la primera versión y la última). junto con Volker Dötsch.

## Honores y premios
| 2014/2015 | Cátedra Vallee en la Escuela Médica de Harvard, Boston, EE. UU.                                                                           |
| 2013      | Premio William C. Rose 2013 de la Asociación americana para la Bioquímica y Biología Molecular por méritos excepcionales, Boston, EE. UU. |
| 2013      | Premio Gottfried Wilhelm Leibniz de la Fundación alemana para la investigación, Bonn, Alemania                                            |
| 2013      | Premio Ernst Jung de Medicina 2013, Jung Fundación para Ciencia y Búsqueda, Hamburgo, Alemania                                            |
| 2010      | Orden del Duque Branimir por la promoción internacional de Croacia                                                                        |
| 2010-2015 | Consejo de Búsqueda europea (ERC) Adelantó Grant, Brüssel, Bélgica                                                                        |
| 2010      | Premio sobre el cáncer de Alemania, DKG Berlín, Alemania                                                                                  |
| 2009      | Premio Hans Krebs de la Facultad Médica de Hanover, Hanover, Alemania                                                                     |
| 2008      | Premio de la ciudad de Split – Premio Anual de Ciencia, Croacia                                                                           |
| 2008      | Premio de la Sociedad Internacional de Purificación de Sangre, Islas Brijuni                                                              |
| 2006      | Premio de ciencia biomédica de 2006, Glaxo-Smith-Kline-Fundación, Múnich, Alemania                                                        |
| 2006      | Premio Binder a la innovación de la Sociedad alemana de Biología Celular, Braunschweig, Alemania                                          |
| 2006      | Premio al Investigador Joven sobre el Cáncer de la Asociación europea para la Investigación del Cáncer, Budapest, Hungría                 |
| 2006      | Premio de la AACR por méritos excepcionales en la investigación sobre el cáncer, Washington, EE. UU.                                      |
| 2002      | Premio Lilla Fernström, Lund, Suecia |
| 2000-2004 | Premio del Fondo Estratégico para Jóvenes Dirigentes, Suecia                                                                              |
| 1997-2003 | Premio de investigación, Boehringer Ingelheim Fonds Alemania                                                                              |

## Publicaciones
Ivan Đikić es autor de numerosas publicaciones en revistas científicas. Una lista completa de sus contribuciones puede ser consultada aquí.